# Baby Lillian Wade
"Baby" Lillian Wade (7 de julio de 1907 - 5 de mayo de 1990) fue una actriz infantil estadounidense que actuó en películas mudas.

## Biografía
Vivió en Long Beach, California y comenzó su carrera a los dos años.
Era conocida profesionalmente como "Baby Lillian Wade" y era considerada la mejor actriz infantil de William Selig. Las escenas que interpretó con animales, incluidos leopardos y cachorros de león, recibieron atención crítica.
Una reseña de King of the Forest (1912) la llamó "una de las actrices en miniatura más brujas, atractivas y atractivas que jamás haya trabajado en una película". Una reseña de The False Friend (1913) decía que ella manejó su papel con "habilidad inusual".

## Filmografía seleccionada
- Kings of the Forest (1912)[9]
- A Little Child Shall Lead Them (1913)[11]
- Love Before Ten (1913)[12]
- Wamba, A Child of the Jungle (1913)[13]
- When Lillian Was Little Red Riding Hood (1913)[14]
- In God We Trust (1913)[3]
- A Child of the Sea (1913)[11]
- The False Friend (1913)[10]